# 자이언트 (1956년 영화)
《자이언트》(영어: Giant)는 1956년 미국의 서부극 영화이다. 에드나 퍼버의 1952년작 동명 소설을 기반으로 조지 스티븐스 감독이 연출했다. 엘리자베스 테일러, 록 허드슨, 제임스 딘이 출연했으며, 한국에는 제임스 딘의 주연 영화로 잘 알려져 있다.

## 줄거리
1920년대 중반, 텍사스의 부유한 목장주인 빅 베네딕트 2세는 말 구입을 위해 메릴랜드로 간다. 그곳에서 사교계 명사인 레슬리 린튼을 만나 결혼하고 텍사스의 목장 '리아타'로 돌아온다. 빅의 누나 루스는 레슬리의 등장에 반감을 느끼고, 레슬리는 가부장적인 텍사스 문화에서 여성은 순종적이어야 하고, 히스패닉은 백인보다 열등하게 취급받는 현실을 깨닫는다. 목장 일꾼 젯 링크는 레슬리에게 반하고, 레슬리는 젯과 함께 목장을 둘러보던 중 히스패닉 노동자들의 열악한 생활 환경을 목격하고 빅에게 개선을 요구한다. 하지만 빅은 히스패닉에게 호의적이지 않다.
루스는 레슬리의 말을 타다가 사고로 죽고, 유언에 따라 젯에게 작은 땅이 상속된다. 빅은 젯을 싫어하여 그 땅을 사려고 하지만, 젯은 거절하고 자신의 땅을 '리틀 리아타'라고 부른다. 레슬리와 빅은 쌍둥이 조디와 주디, 그리고 루스 2세를 낳는다. 시간이 지나면서 부부 관계는 삐걱거리고, 레슬리는 아이들을 데리고 친정으로 떠난다. 빅은 그녀를 따라가 화해하고 텍사스로 돌아온다.
젯은 자신의 땅에서 석유를 발견하고 부자가 된다. 그는 빅에게 리아타에서 석유 시추를 허가해달라고 하지만 빅은 거절한다. 시간이 흘러 1941년, 성장한 베네딕트가의 자녀들은 각자의 꿈을 쫓으려 한다. 빅은 조디가 목장을 물려받기를 바라지만, 조디는 의사가 되기를 원한다. 레슬리는 주디가 스위스에서 학교를 마치기를 원하지만, 주디는 텍사스 공대에서 축산학을 공부하고 싶어 한다. 각자 부모를 설득하여 원하는 바를 이루게 된다.
진주만 공격 이후, 빅은 주디의 남편에게 전쟁 후 목장에서 일할 기회를 제안하지만 거절당한다. 자식들이 목장을 물려받지 않을 것이라는 사실을 깨달은 빅은 젯에게 석유 시추를 허가한다. 전쟁이 끝나고, 조디는 목장의 히스패닉 의사의 딸과 결혼한다. 젯은 자신의 호텔에서 성대한 파티를 열고 베네딕트 가족을 초대한다. 젯과 루스 2세는 잠시 가까워지지만, 젯의 서투른 청혼에 루스는 그를 거절한다. 만취한 젯은 히스패닉 직원들에게 술을 제공하지 못하게 하고, 이로 인해 조디는 분노하여 젯과 싸움을 벌이지만 결국 쫓겨난다.
다음 날, 베네딕트 가족은 식당에 들른다. 식당 주인은 조디의 아내와 아들에게 인종차별적 발언을 하고, 히스패닉 가족을 쫓아내려 한다. 빅은 이에 맞서 싸우지만 심하게 구타당한다. 리아타로 돌아온 빅은 자신의 가문이 몰락했다고 한탄하지만, 레슬리는 식당에서의 그의 용감한 행동을 칭찬하며 그가 자신의 영웅이었다고 말한다. 그들은 백인과 히스패닉 혼혈인 두 손자를 바라본다.

## 출연진
- 엘리자베스 테일러 - 레슬리 린턴 베네딕트
- 록 허드슨 - 조던 "빅" 베네딕트 주니어
- 제임스 딘 - 젯 링크
- 제인 위더스 - 바슈티 헤이크 스나이드
- 로버트 니컬스 - 모트 "핑키" 스나이드
- 칠 윌스 - 볼리 삼촌
- 머시디스 매케임브리지 - 러즈 베네딕트
- 캐럴 베이커 - 러즈 베네딕트 2세
- 데니스 호퍼 - 조던 "조디" 베네딕트 3세
- 프랜 베넷 - 주디 베네딕트
- 얼 홀리먼 - 로버트 "밥" 데이스
- 엘사 카르데나스 - 후아나 비얄로보스 베네딕트
- 폴 픽스 - 호러스 린턴 박사
- 주디스 이블린 - 낸시 린턴 여사
- 캐럴린 크레이그 - 레이시 린턴
- 로드 테일러 - 데이비드 카프리 경
- 살 미네오 - 앙헬 오브레곤 2세
- 찰스 와츠 - 올리버 화이트사이드 판사
- 모리스 자라 - 게라 박사
- 알렉산드 스커비 - 올드 폴로
- 미키 심슨 - 사지
- 노린 내시 - 롤라 레인

## KBS 성우진 (1997년 5월 17일)
- 차명화 - 레슬리(엘리자베스 테일러)
- 장광 - 빅 베네딕트(록 허드슨)
- 장세준 - 제트(제임스 딘)
- 김민석 - 조던(데니스 호퍼)
- 김현직
- 안종국
- 김정희
- 노민
- 성선녀
- 이윤선
- 이진화
- 정옥주
- 김일
- 성완경
- 이선